# Pseudamia tarri
Pseudamia tarri és una espècie de peix pertanyent a la família dels apogònids.

## Morfologia
Pot arribar a fer 3,7 cm de llargària màxima. És translúcid lavanda amb l'abdomen platejat. Cap nu, tret de l'opercle que té escates grosses. Set espines i 8 radis tous a l'aleta dorsal i 2 espines i 8 radis tous a l'anal. Vint-i-quatre vèrtebres.

## Hàbitat
És un peix marí, demersal i de clima subtropical (31°N-24°N).

## Distribució geogràfica
Es troba a l'Índic occidental: les illes Seychelles i Aràbia Saudita.

## Observacions
És inofensiu per als humans.